# Hieracium cavanillesianum
Hieracium cavanillesianum es una especie de planta con flor del género Hieracium, de la familia Asteraceae, orden Asterales.

## Distribución
Hieracium cavanillesianum se distribuye por Francia, Andorra y España.

## Taxonomía
Fue descrita científicamente por Arv.-Touv. & Gaut. Fue publicada en Hieracioth. Hisp. 15: n.° 234 (1903).